# Екструзія

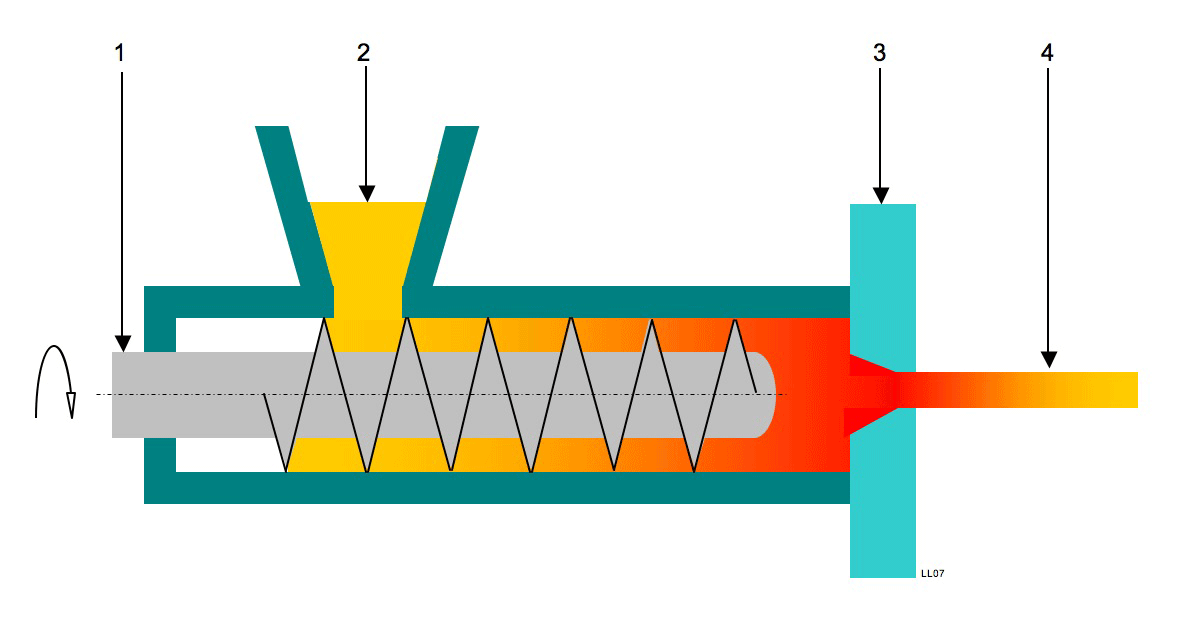
Схема процесу екструзії: 1 — шнек (гвинт, черв'як); 2 — вмістище з сировиною; 3 — матриця ; 4 — продукт

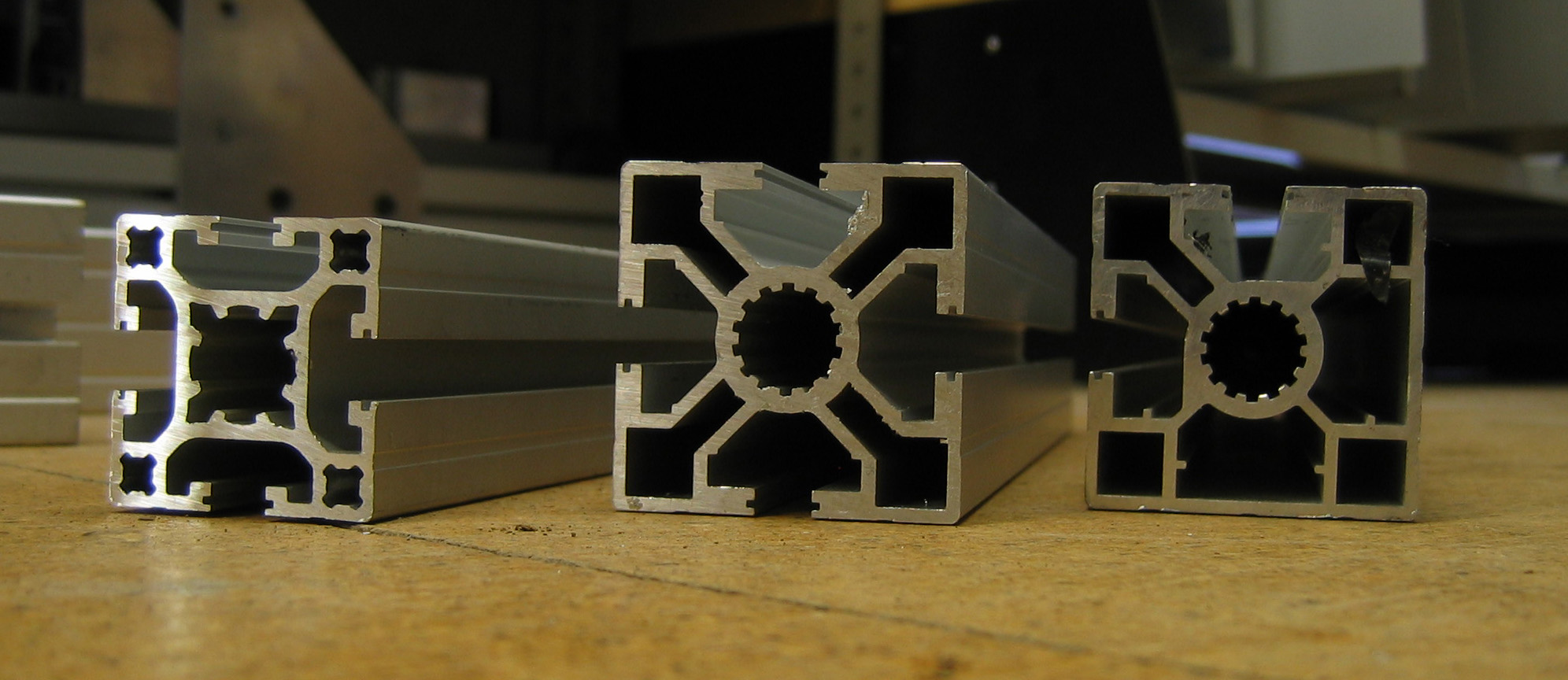
Профілі з алюмінієвого матеріалу, отримані методом екструзії

Екстру́зія (лат. extrusio — «виштовхування») — спосіб отримання виробів шляхом продавлювання (екструдування) матеріалу крізь формувальний отвір у матриці або вервечки матриць. Зазвичай використовується для виготовлення будівельних матеріалів, виробів з полімерів, конструкційних металевих профілів, а також у харчовій промисловості, шляхом протискування пластифікованої їстівної речовини крізь отвір екструзійної головки преса. Різновид екструзії, що полягає у вичавлюванні металу із замкненої порожнини (контейнера) крізь отвір матриці, називають пресуванням.

## Історична довідка
1797 року, Джозеф Брама (англ. Joseph Brahma) запатентував перший процес екструзії для виготовлення свинцевої труби. У ньому попередньо нагрітий метал протискували крізь матрицю за допомогою плунжера з ручним приводом. У розробленій технології нових ідей не було аж до 1820 року, коли Томас Бур (англ. Thomas Burr) створив перший прес з гідравлічним приводом. На той час процес називали «сквиртінг» (від англ. squirting — витискання). У 1894 році Олександр Дік (англ. Alexander Dick) застосував процес екструзії для мідних і латунних сплавів. На початку 70 років того ж століття вперше з'явилися шнекові (черв'ячні) екструдери з паровим обігрівом і водяним охолодженням для переробки гуми. А в 1892—1912 рр. фірма «Troester» (Німеччина) освоїла їх серійне виробництво і поставила близько 600 шнекових пресів для потреб промисловості. До кінця 20-х років почали екструдувати такі термопласти як полівінілхлорид і полістирол. 1935 року, Фірмою «Troester» був створений екструдер для переробки пластмас, який мав суміщений (електро-паровий) обігрів і значно довший черв'як, ніж у шнекових пресах для гуми. А вже 1936 року, було виготовлено машину з електрообігрівом для прямої переробки порошкоподібних і гранульованих пластмас.

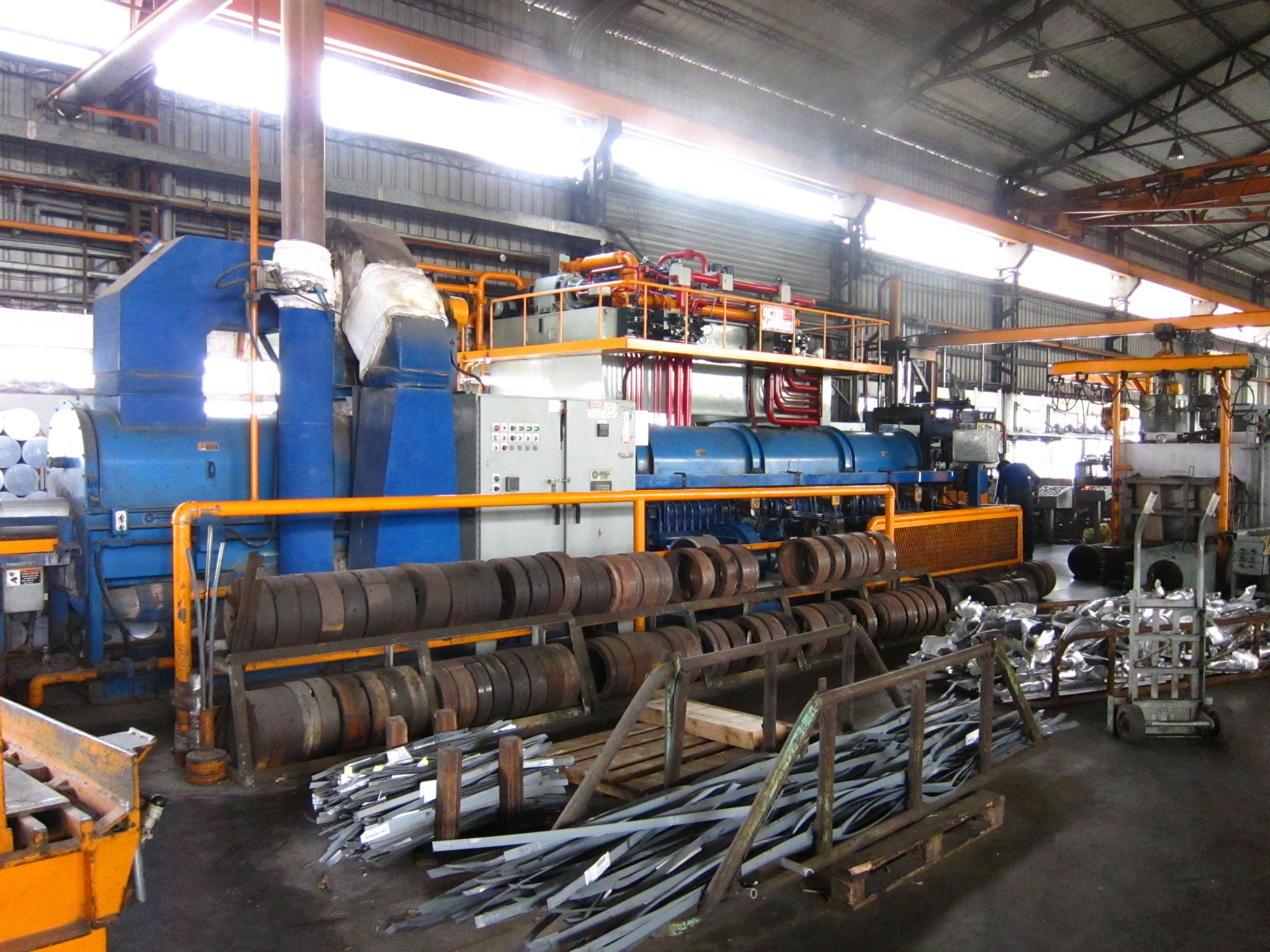
Горизонтальний прес для гарячої екструзії алюмінію

1950 року Ежен Сежурн з Франції, винайшов спосіб використання скла як мастила для екструзії сталі. Це називається методом Юджина-Сежурна або способом Сежурна, і зараз він застосовується для матеріалів з високою температурою плавлення, відмінних від сталі, та матеріалів з вузьким діапазоном температур під час екструзії. Спочатку матеріал нагрівають до температури за якої він вичавлюється, і поверхню присипають скло-порошком. Згодом скло плавиться, утворюючи тонку плівку від 0,5 мм до 0,75 мм, яка відокремлює матеріал від внутрішньої поверхні посудини під тиском і діє як мастило. Крім того, в посудину під тиском біля прес-форми встановлюється скляне кільце товщиною 6...18 мм яке так само застосовується як мастило. Це також має ту перевагу, що запобігає безпосередньому передаванню тепла від матеріалу до форми.

## Загальні визначення
Екструзія є безперервним технологічним процесом, який полягає у продавлюванні матеріалу, що має високу в'язкість у пластифікованому стані, крізь формувальне приладдя (екструзійну головку, матрицю з фільєрами), задля отримання виробу з поперечним перерізом потрібної форми. У промисловості переробки полімерів методом екструзії виготовляють різні погонні вироби, як-от труби, листи, плівки, оболонки кабелів, профілі, а також наносять тонкошарові покриття (на папір, картон, тканину, фольгу) та ізоляцію (на провідники і кабелі) тощо. Основним технологічним устаткуванням для переробки сировини у вироби способом екструзії, є одно-шнекові та двошнекові екструдери.

## Екструдери
Екструдер (екструзійний прес) — це машина, призначена для формування пластичних матеріалів шляхом продавлювання їх через профілювальне пристосування — екструзійну головку. 
Екструдери складаються з: корпусу з нагрівальними елементами; основного робочого органу, розміщеного всередині корпусу; вузла для завантаження матеріалів, що підлягають обробці; силового приводу; системи контролю температурного режиму; а також додаткових контрольно-вимірювальних і налаштувальних пристроїв. Основний робочий орган визначає тип екструдера: одно-, дво- або багатошнекові (гвинтові чи черв'ячні), поршневі (плунжерні), дискові та інші. У двошнекових екструдерах шнеки можуть бути паралельними або конічними, з однаковим чи протилежним напрямком обертання.

### Обладнання
Існують різновиди екструзійного обладнання, що відрізняються за такими критеріями:
- Хід екструзії: «пряма екструзія» (матеріал рухається до нерухомої головки) або «непряма екструзія» (головка рухається до нерухомого матеріалу).
- Положення преса: вертикальне або горизонтальне.
- Тип приводу: гідравлічний чи механічний.
- Тип навантаження: звичайне (змінне) або гідравлічне.

Фільєри для гарячої екструзії алюмінієвого сплаву
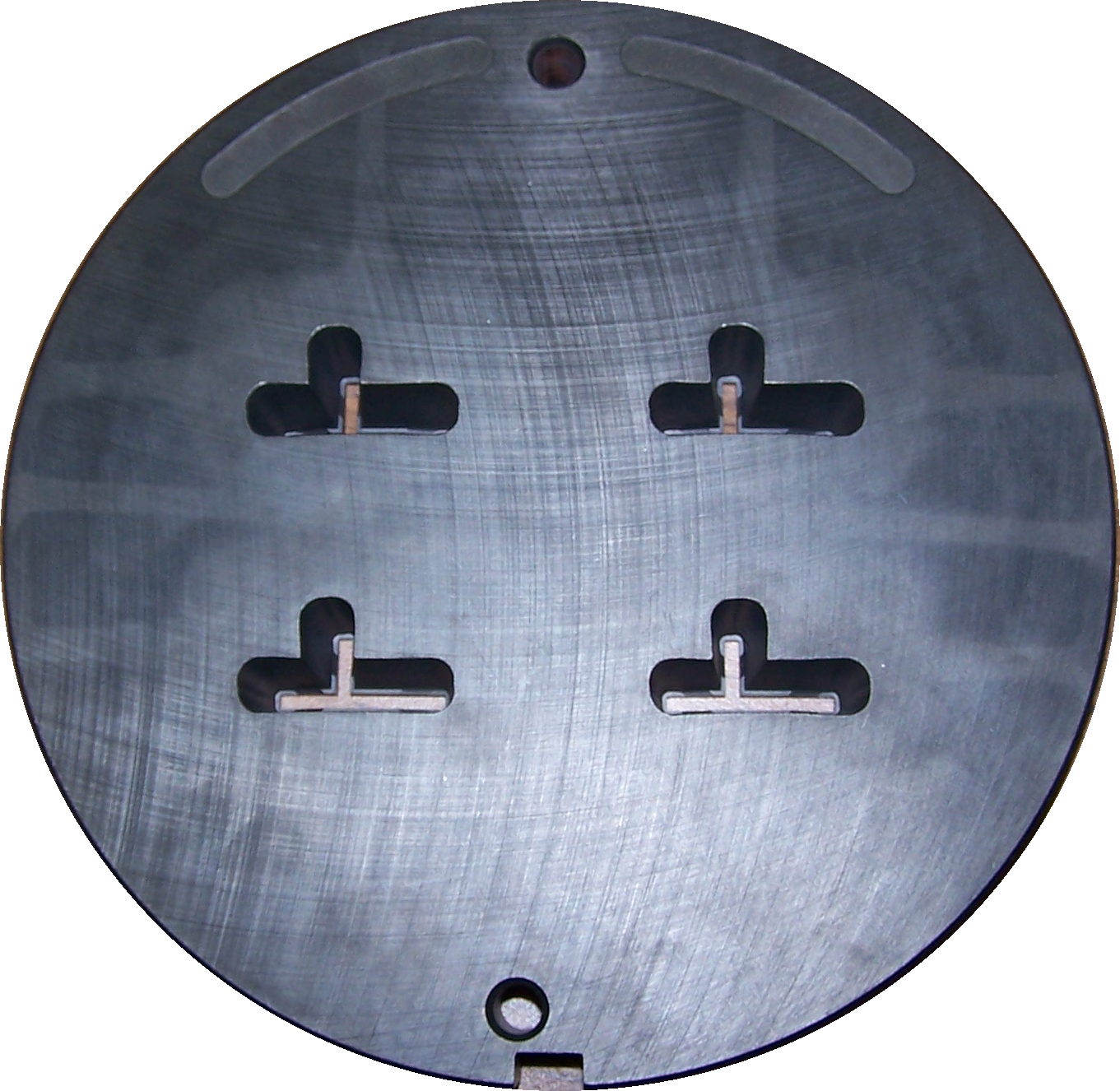
Передня частина формотворної матриці (діаметр 228 мм, товщина 3 мм) екструзійної головки з фільєрами.
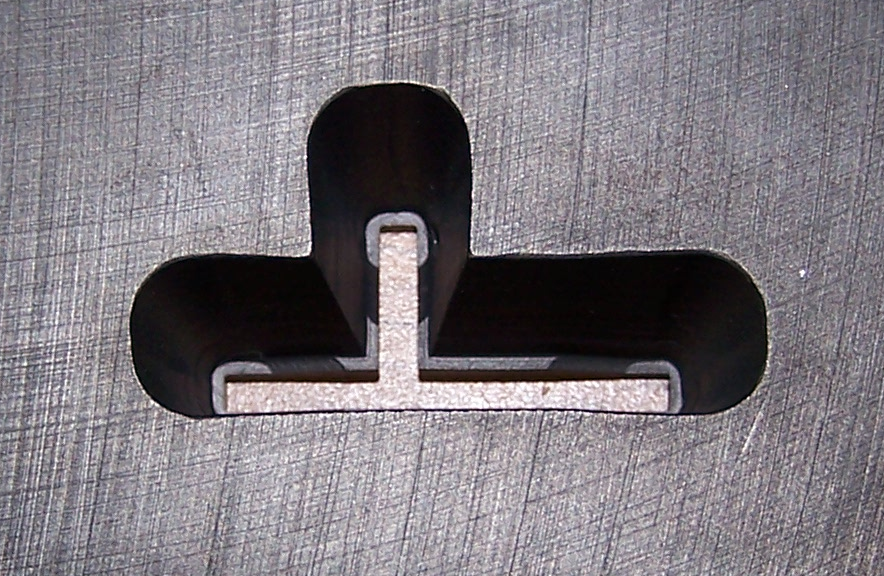
Збільшене зображення фільєри.
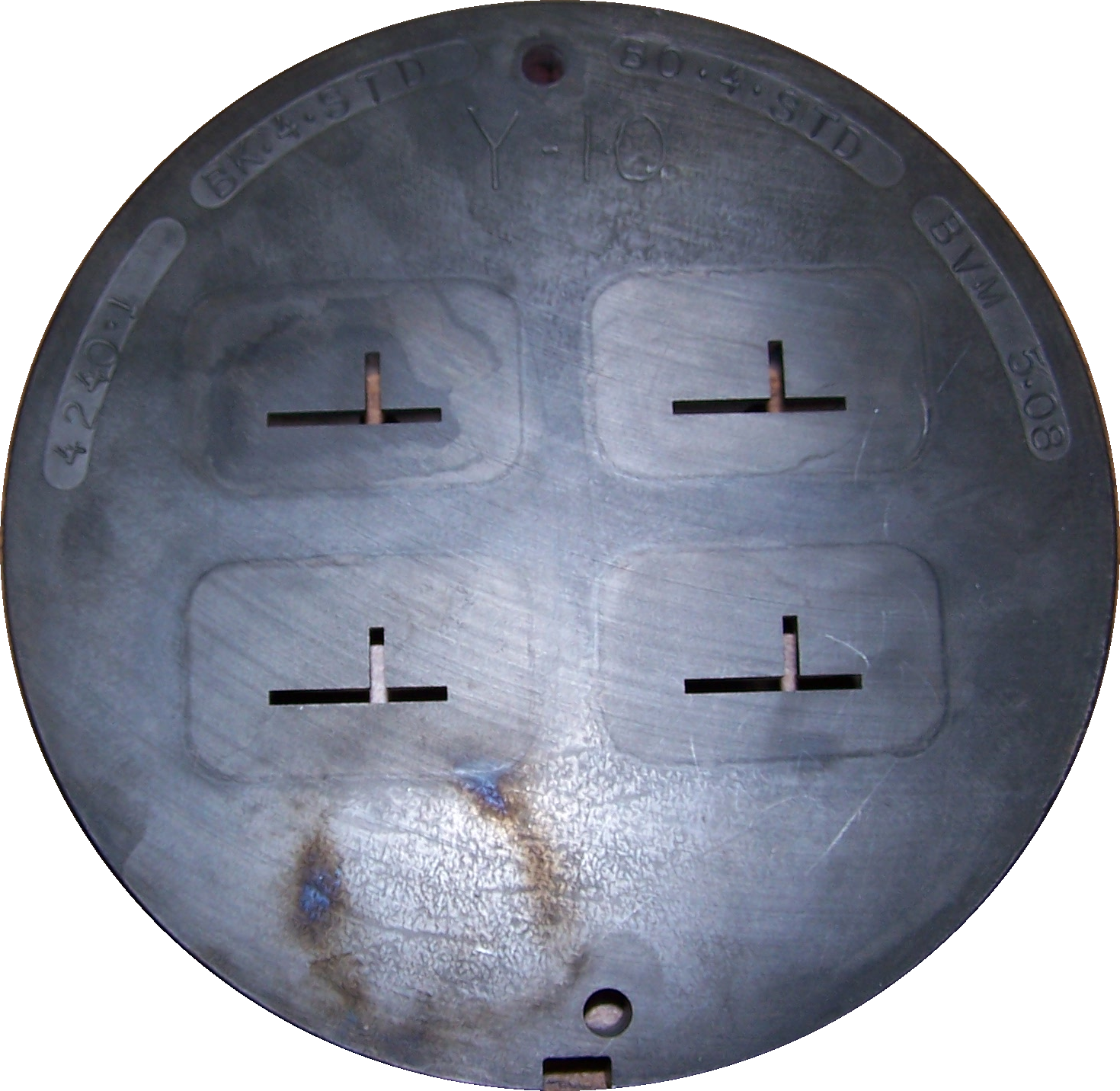
Зворотній бік формотворної матриці екструзійної головки з фільєрами.

## Екструдер для герметика
Екструдер для герметика — це професійне обладнання, спеціально розроблене для плавлення термоплавкого герметика та його точного нанесення на корпус фари перед фіксацією скла. 

## Види екструзії
Залежно від виду матеріалу, що переробляється та особливостей формування з нього виробу, за рівнем температури розрізняють такі види екструзії: холодна екструзія (без підведення тепла), тепла екструзія (попередній підігрів сировини) і гаряча екструзія (нагрівання сировини забезпечується в зоні шнека та екструзійної головки). У багатьох галузях поширення набув спосіб «гарячої» екструзії, який здійснюється за високих швидкостей і тиску, при значному перетворенні механічної енергії у теплову.
Екструдований виріб (екструдат) необхідного профілю виходить з екструдера в дуже нагрітому стані (його температура становить від 125 до 350 °С), і для збереження форми потрібно його швидке охолодження. Екструдат надходить на конвеєрну стрічку, що проходить крізь чан з холодною водою де він твердне. Для охолодження екструдата також застосовують обдування холодним повітрям і зрошення холодною водою. Створений виріб надалі розрізається чи змотується в котушки.
Вирізняють також гідроекструзію (гідростатичне пресування) — обробку металів тиском, за якої заготовка, поміщена у замкнений контейнер, вичавлюється крізь канал матриці під дією рідини високого тиску (0,5…3 ГПа). Застосовується для отримання металургійних напівфабрикатів (дріт, прутки і профілі із важкообробних і жаростійких металів) або заготовок деталей (свердел, мітчиків тощо)

### Холодна екструзія
Холодну екструзію здійснюють за кімнатної температури. Перевагою цього способу порівняно з гарячою екструзією, є відсутність окиснення, що забезпечує більшу міцність завдяки холодній обробці, жорсткі допуски, належну якість поверхні та високу швидкість екструзії, якщо гаряча речовина піддається короткочасному нагріванню.
Матеріали, які зазвичай обробляються холодною екструзією: свинець, олово, алюміній, мідь, цирконій, титан, молібден, берилій, ванадій, ніобій та сталь, не забуваючи про речовини, отримані з глини або цементного розчину, для будівельних виробів.
Деякими прикладами виробів, отриманих за допомогою цього процесу, є: складані труби, вогнегасники, циліндри амортизаторів, автомобільні поршні та інше.

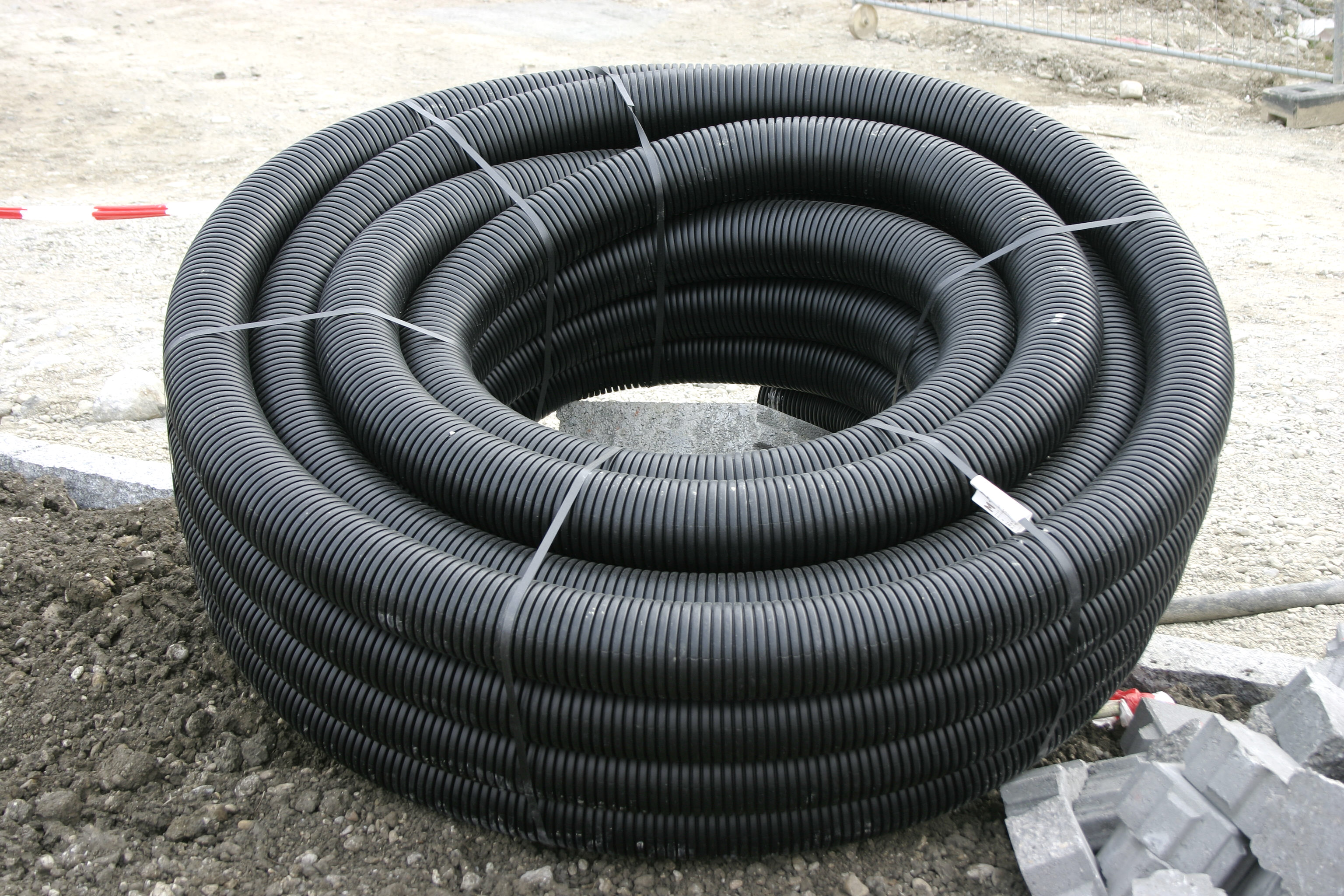
Водопропускна труба (дренажна) виготовлена шляхом екструзії

### Гаряча екструзія
Гаряча екструзія здійснюється за температури вищої ніж кімнатна, але нижчої від температури рекристалізації матеріалу, у межах від 424°C до 975°C. Цей спосіб зазвичай, використовується для досягнення належної рівноваги необхідних зусиль, пластичності та кінцевих властивостей екструзії.
Гаряча/тепла екструзія має низку переваг порівняно з холодною: вона дозволяє знизити тиск, який треба прикладати до речовини, і підвищує пластичність сталі. За дуже гарячої екструзії, можна навіть відмовитись від подальшої термічної обробки виробу, потрібної у разі холодної екструзії.

### Екструзія «способом обертання»

#### Спосіб прядіння з розплаву
Сировина, нагріта до 250-300 °С і розплавлена до рідкого стану, вичавлюється з насадки для утворення заданої форми поперечного перерізу, а волокна, схожі на крохмальний сироп, піддають впливу холодного повітря і охолоджують. Волокна, які затверділи під час охолодження, змотуються з легким натягом в жмут з великої кількості сопел. Використовується для прядіння нейлону, поліестеру та поліпропілену, які вимагають високого тиску, оскільки їх важко псевдо-зріджувати. 

#### Метод мокрого прядіння
Сировина не нагрівається під час розведення в розчиннику, а вичавлюється безпосередньо у вмістище, яке називається коагуляційною ванною, з насадки що має заздалегідь заданий вигляд поперечного перерізу. Під час дифузії розчинника, який розчинив полімер, у коагуляційній ванні залишається тільки полімер, який застигає. З торця коагуляційної ванни намотується жмут коагульованих волокон. Використовується для прядіння віскози, вінілових та акрилових волокон. 

#### Спосіб сухого прядіння
Сировина не нагрівається під час перебування в розчиннику який легко випаровується, вичавлюється з насадки, що має задану форму поперечного перерізу, і піддається впливу високотемпературного газу для випаровування та висушування розчинника. З країв намотується пучок висушених волокон. Використовується для прядіння ацетату, спандексу та різних акрилових волокон. Для екструзійного утворення порожнистих текстильних виробів, насадка має просту будову на відміну від матриці з металу. Оскільки полімер залишається текучим відразу після виходу з сопла, протилежні кінці довільно з’єднуються, утворюючи трубку.

## Застосування

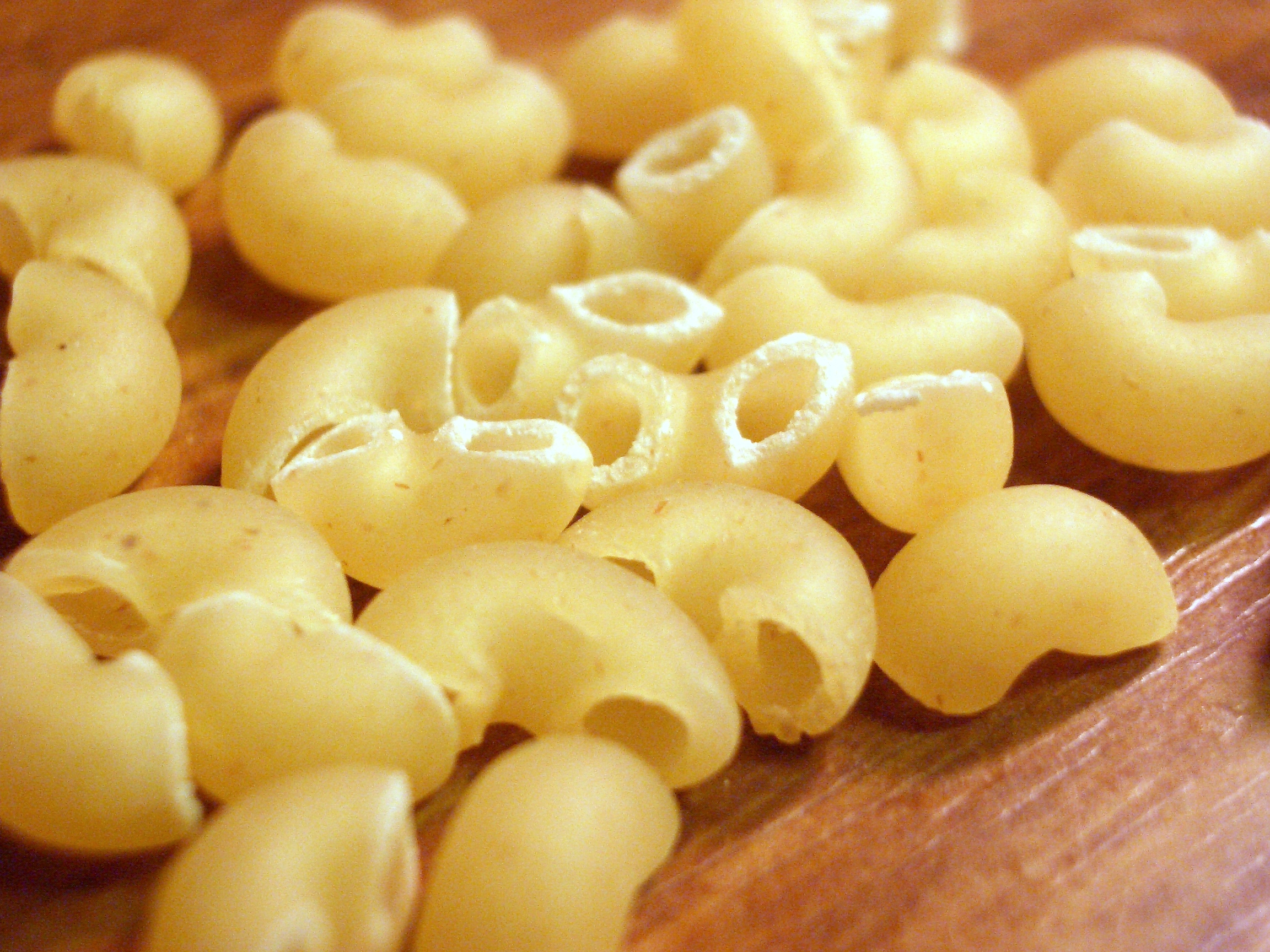
Макаронні вироби, які отримані за допомогою екструзії

За допомогою екструзії можуть перероблятись різноманітні матеріали, наприклад, метали та їхні сплави (алюміній, бронза, мідь, титан, сталь); будівельні матеріали (виготовлення цегли); глинисті відходи від збагачення корисних копалин; пластмаси; крупи, макаронні і кондитерські вироби в харчовій промисловості та зернові складники — для виготовлення комбікормів.
- Алюміній є найпоширенішим матеріалом для екструзії. Екструзія алюмінію може бути гарячою або холодною. Якщо алюміній піддається гарячій екструзії, його нагрівають до 300 - 600 °C. Приклади продукції: профілі, рами, стійки і радіатори.
- Латунь використовується для екструдування нержавіючих стрижнів, автомобільних деталей та трубопровідної арматури.
- Мідні труби, дріт, прутки, бруски, труби та зварювальні електроди (температура нагріву від 600 до 1000 °C).
- Свинцеві і олов'яні труби, дроти, трубки й оболонки кабелів (найбільша температура нагріву 300 °C).
- Магнієві деталі для літаків та атомної промисловості (температура нагріву від 300 до 600 °C).
- Цинкові стрижні, прутки, труби, деталі обладнання, фітинги і поручні.
- Титанові складові літака, кільця циліндрів (температура нагріву від 600 до 1000 °C).

### Використовувані пластмаси та композити
Деякі матеріали, які можна обробляти на екструдерах, належать до групи термопластів:
- ПВХ: полівінілхлорид

- PE: поліетилени, такі як HDPE і LDPE

- ПП: поліпропілен

- PA: поліамід

- АБС: акрилонітрил-бутадієн-стироловий сополімер

- ПК: полікарбонат

- SB: бутадієн-стирол

- PMMA: поліметилметакрилат

- PUR: поліуретан

- ПЕТ: поліетилентерефталат

- PSU: полісульфон

інноваційні біоматеріали, як-от
- Термопластичний крохмаль, крохмаль

- CA: ацетилцелюлоза

- PLA: полілактид

- PHB: полігідроксибутірат

композитні матеріали, як-от
- WPC: дерево-полімерний композит